# Sierra Nevada de Santa Marta
Sierra Nevada de Santa Marta je pohoří v severovýchodní Kolumbii, součást Kolumbijských And. Je vzdáleno přibližně 45 km od pobřeží Karibského moře, z územně-správního hlediska se rozprostírá v departementech Cesar, Magdalena, La Guajira. V pohoří se nachází dvě hory o stejné nadmořské výšce 5 775 m n. m. (Pico Simón Bolívar, Pico Cristóbal Colón), které jsou nejvyššími body celého pohoří.
Podstatná část pohoří byla vyhlášena za národní park a biosférickou rezervaci UNESCO. Národní park byl založen v roce 1964 a má rozlohu 383 000 hektarů. Nejvyšší partie pohoří jsou trvale pokryty sněhem.

## Fotogalerie

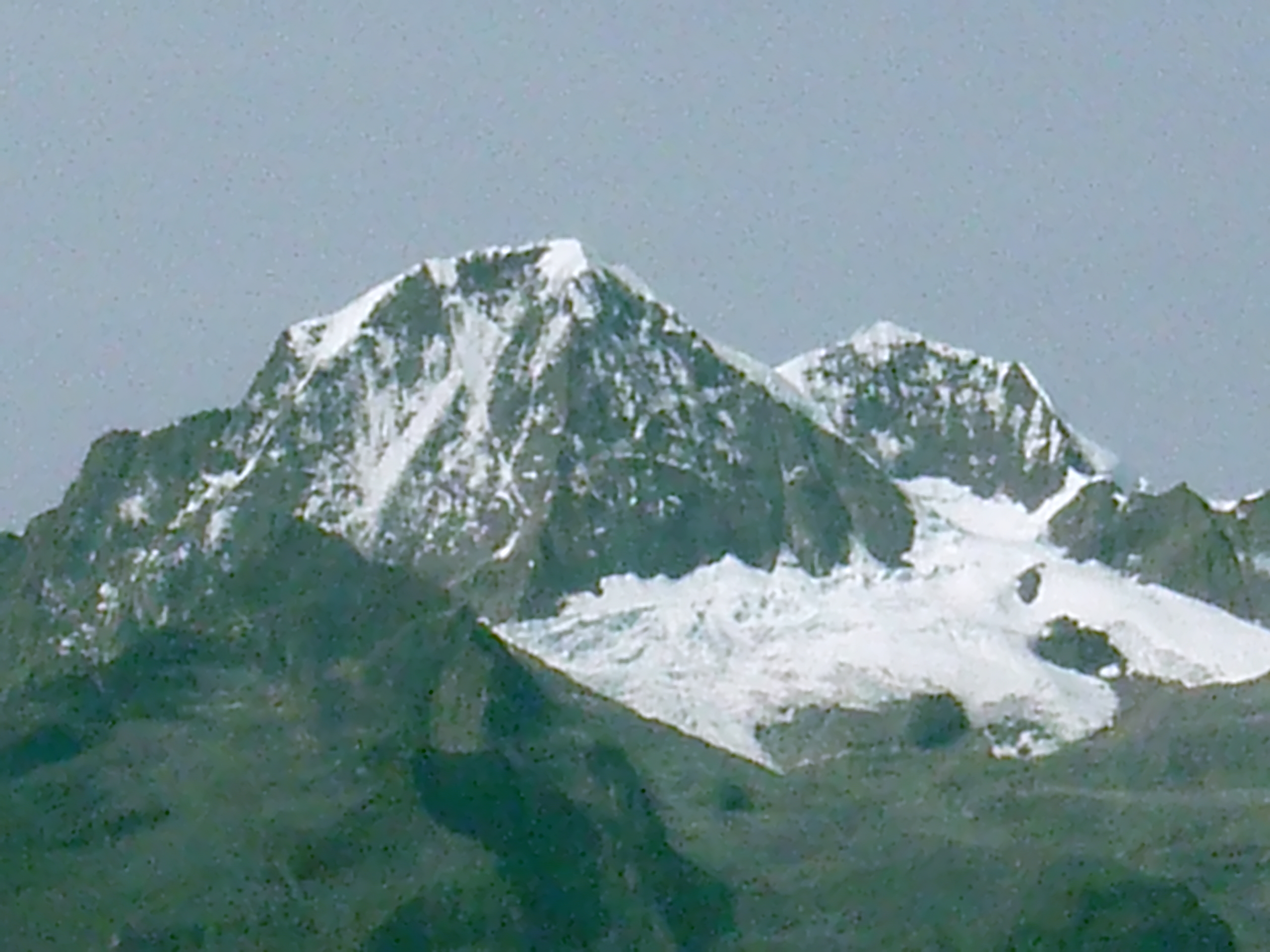
Pico Cristóbal Colón
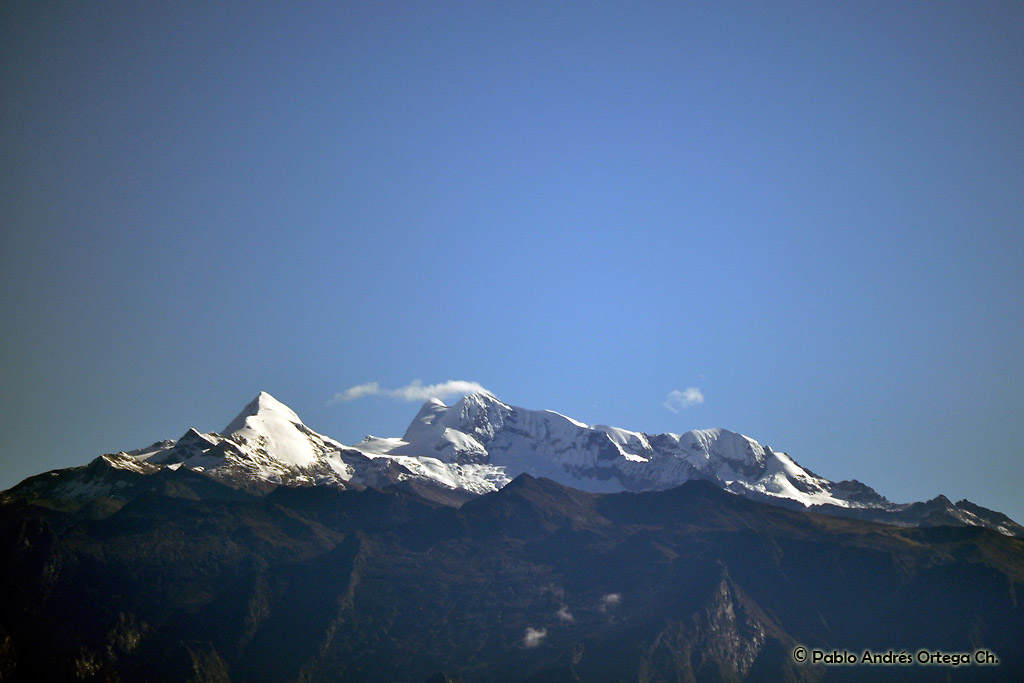
Sierra Nevada
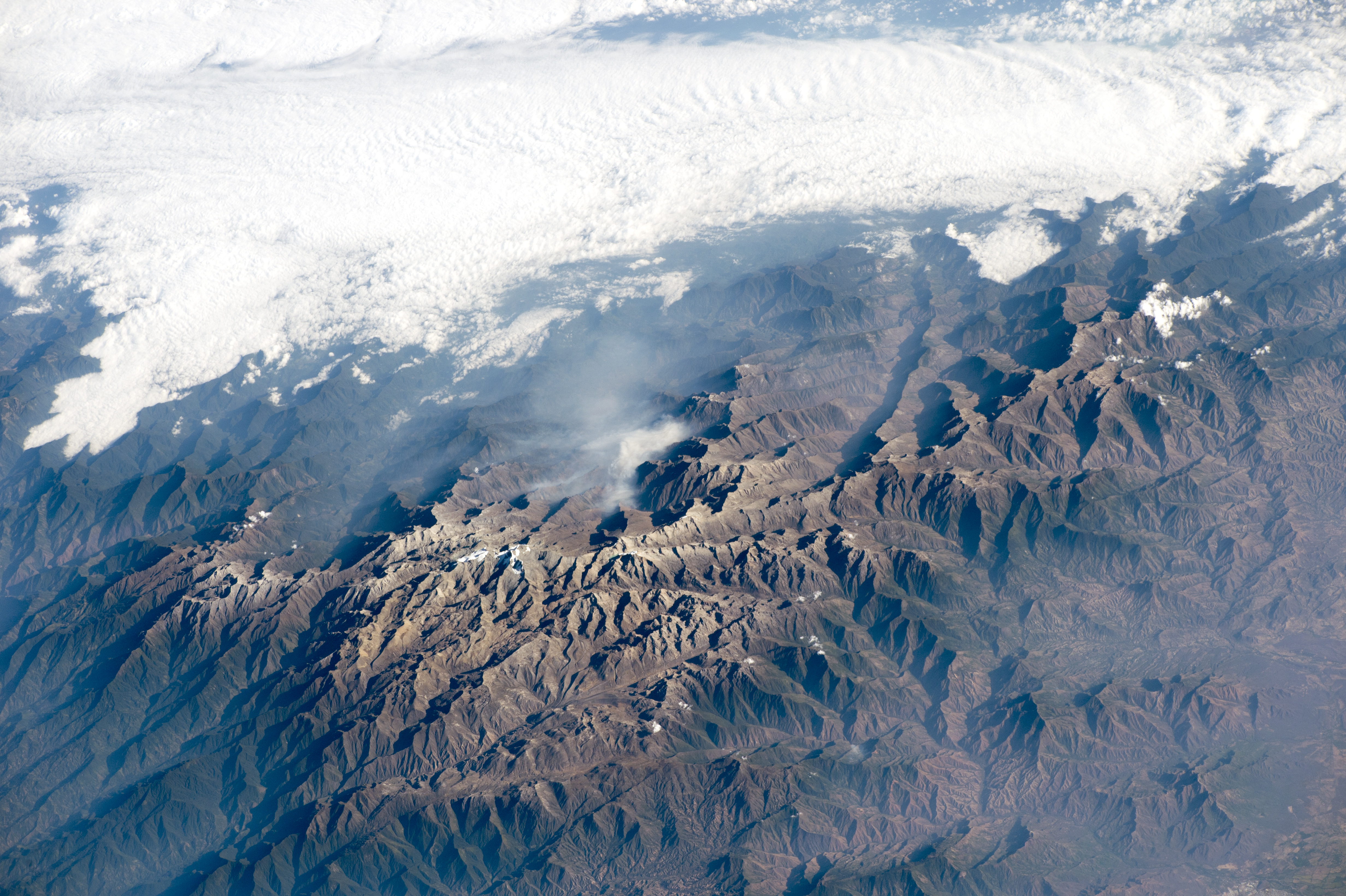
satelitní snímek
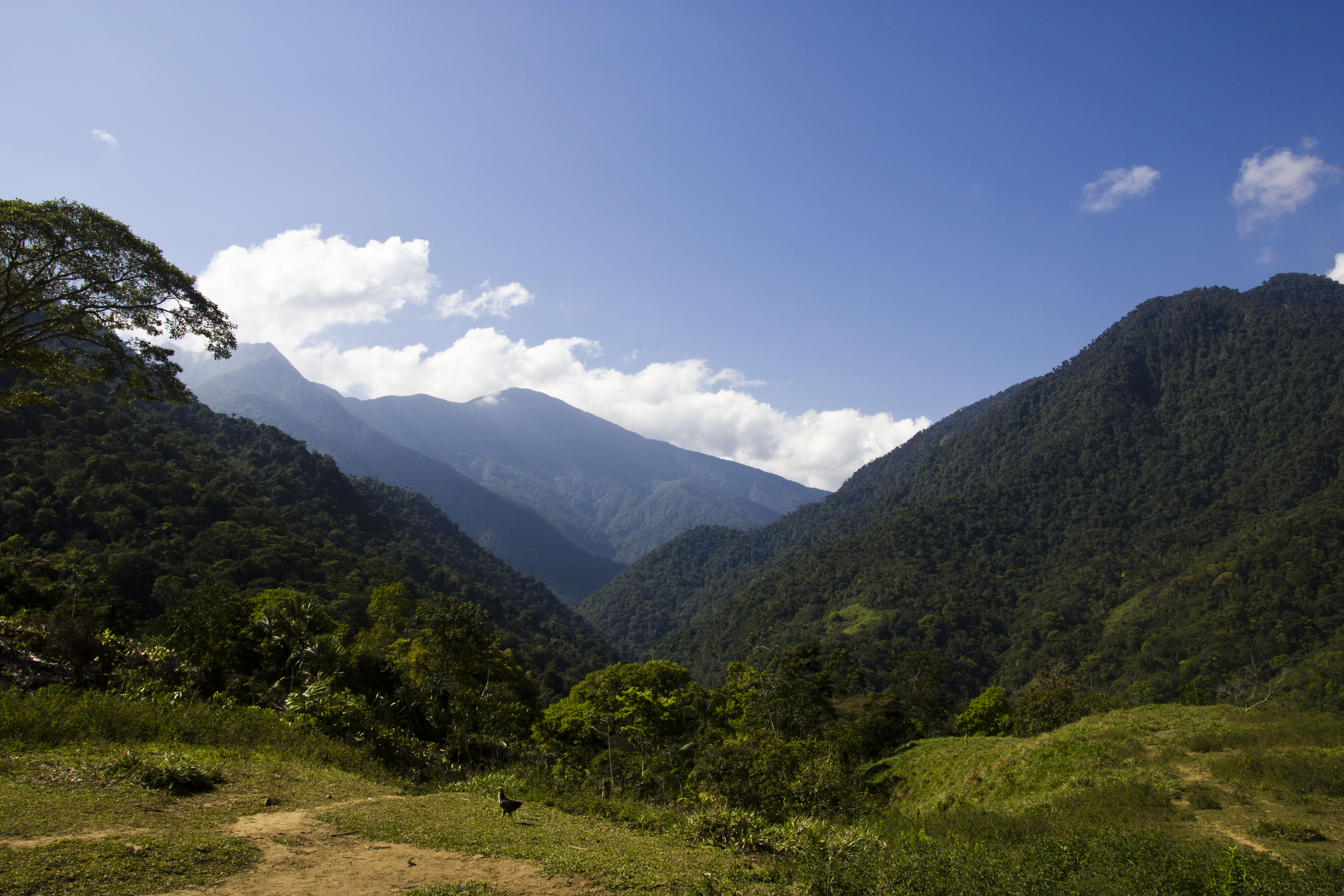
Sierra Nevada